# Pałac w Drogomyślu
Pałac w Drogomyślu – zabytkowy pałac wybudowany w Drogomyślu.

## Historia
Pałac w stylu barokowo-klasycystycznym zbudowano ok. 1786 przez węgierską rodzinę baronów Kalisch (Calisch). Pałac zbudowano na miejscu poprzedniego XVI/XVII w. dworu. W 1798 baron Fryderyk Calisch sprzedaje majątek księciu Albrechtowi Sasko-Cieszyńskiemu. Za jego czasów podjęto budowę zabudowań gospodarczych. W 1822 dobra przechodzą w ręce arcyksięcia Karola Ludwika Habsburga, później jego syna Albrechta Fryderyka Habsburga. W 1879 majątek ucierpiał w wyniku pożaru, jednakże pałac odbudowano nadając mu obecny kształt. Pierwotny budynek był prawdopodobnie piętrowy (zachowały się klatki schodowe), kryty wysokim dachem łamanym. W latach 1925–1939 majątek podlega Zarządowi Dóbr Państwowych w Warszawie. Wówczas mieściła się tu dyrekcja Państwowej Stadniny Koni, w której hodowano ogiery dla kawalerii. W zabudowaniach gospodarczych mieściły się stajnie zaś w pałacu biura. Na południe od pałacu urządzono tor treningowy dla koni. Przed 1931 na terenie podjazdu przed pałacem  urządzono ogród o cechach modernistycznych, w obrębie podwórza gospodarczego powstał natomiast ogród ze strzyżonymi szpalerami grabowymi. W latach 1946–1947 pałac odbudowano po znacznych zniszczeniach wojennych. W 1974 zespół pałacowy zaadaptowano na Instytut Zootechniki, a w 1980 na Ośrodek Rolniczego Szkolenia Kursowego. Od 1990 zespół przeznaczony na Ośrodek Pomocy Społecznej.
Obiekt jest częścią zespołu pałacowego, w skład którego wchodzą jeszcze: park z ponad czterdziestoma gatunkami drzew, ogród, budynek gospodarczy z pierwszej połowy XIX w. oraz piętrowy budynek bramny. 15 maja 1990 zespół pałacowy został wpisany do rejestru zabytków.